# Sturnira mordax
Sturnira mordax (Goodwin, 1938) è un pipistrello della famiglia dei Fillostomidi diffuso in America centrale.

## Descrizione

### Dimensioni
Pipistrello di medie dimensioni, con la lunghezza della testa e del corpo tra 70 e 75 mm, la lunghezza dell'avambraccio tra 43 e 51 mm, la lunghezza del piede tra 13 e 15 mm, la lunghezza delle orecchie tra 15 e 19 mm e un peso fino a 31 g.

### Aspetto
La pelliccia è lunga e densa. Le parti dorsali sono bruno-rossastre, talvolta bruno-grigiastre, mentre le parti ventrali sono bruno-grigiastre. Sono presenti dei ciuffi di lunghi peli rossi scuri intorno a delle ghiandole situate su ogni spalla. Il muso è corto e largo. La foglia nasale è ben sviluppata e lanceolata, con la porzione anteriore saldata al labbro superiore. Le orecchie sono corte, triangolari, con l'estremità arrotondata ed ampiamente separate. Il trago è corto ed affusolato. Le ali sono attaccate posteriormente sulle caviglie. I piedi sono cosparsi di peli. È privo di coda, mentre l'uropatagio è ridotto ad una frangia di peli lungo la parte interna degli arti inferiori. Il calcar è rudimentale. Il cariotipo è 2n=30 FNa=56.

## Biologia

### Alimentazione
Si nutre di frutta, in particolare dei generi Centropogon, Anthurium, Cecropia e di banane. Probabilmente preleva anche polline e nettare dai fiori.

### Riproduzione
Femmine gravide sono state osservate in febbraio, aprile ed agosto. Danno alla luce un piccolo alla volta probabilmente diverse volte l'anno.

## Distribuzione e habitat
Questa specie è diffusa nelle zone centrali della Costa Rica e di Panama nord-occidentale.
Vive nelle foreste tropicali sempreverdi e foreste decidue secche fino a 3.000 metri di altitudine.

## Conservazione
La IUCN Red List, considerato che questa specie è dipendente da un habitat fragile e la popolazione è in declino significativo stimato in circa il 30% negli ultimi 10 anni a causa del sovrappopolamento umano e della conversione ambientale, classifica S.mordax come specie prossima alla minaccia di estinzione (Near Threatened).